# Hradiště (Doupovské hory)
Hradiště (německy Burgstadlberg) s nadmořskou výškou 934 metrů je nejvyšší horou Doupovských hor. Nachází se v centru vojenského újezdu Hradiště v okrese Karlovy Vary, asi sedm kilometrů severovýchodně od obce Bražec. Hora je vzhledem k poloze ve vojenském újezdu veřejnosti nepřístupná.
Hora erozního původu je tvořená nefelinickým analcimitem a má tvar protáhlé kupy s plochým povrchem a menšími skalními výchozy na svazích, které vznikly vypreparováním lávových proudů. V minulosti byla považována za okrajovou část třetihorní kaldery stratovulkánu. Na vrcholu se dochovaly terénní pozůstatky hradu Hradiště založeného pravděpodobně ve 13. století.